# Tượng chú lùn ở Wrocław

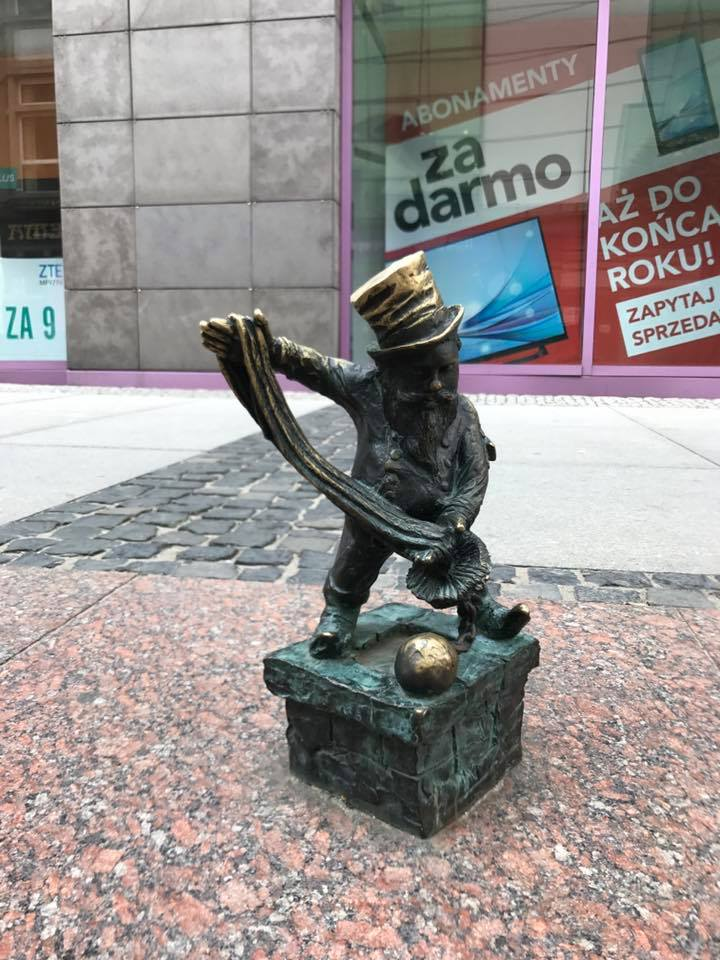
Florianek, tượng chú lùn đứng trên ống khói là một trong những tượng đầu tiên tại Wroclaw. Người ta đồn rằng, chú lùn Florianek mang lại hạnh phúc cho mọi người.

Tượng chú lùn ở Wrocław (tiếng Ba Lan: krasnale) là những bức tượng nhỏ chừng 20–30 cm, lần đầu xuất hiện trên đường phố Wrocław, Ba Lan vào năm 2001. Kể từ đó đến nay, số lượng của những bức tượng này không ngừng tăng lên. Ngày nay, những bức tượng chú lùn ở Wrocław thu hút rất nhiều khách du lịch, vì nhiều người thường chọn kết hợp giữa đi ngắm cảnh và "săn" tượng chú lùn. Điểm thú vị là những bức tượng này đều được định vị trên bản đồ của tờ hướng dẫn du lịch thành phố, hoặc có thể tìm thấy trên phần mềm ứng dụng của điện thoại thông minh. Tính đến  năm 2017, đã có hơn 300 tượng chú lùn được đặt khắp thành phố. Sáu trong số đó nằm bên ngoài thành phố tại nhà máy LG ở Biskupice Podgórne.

## Lịch sử

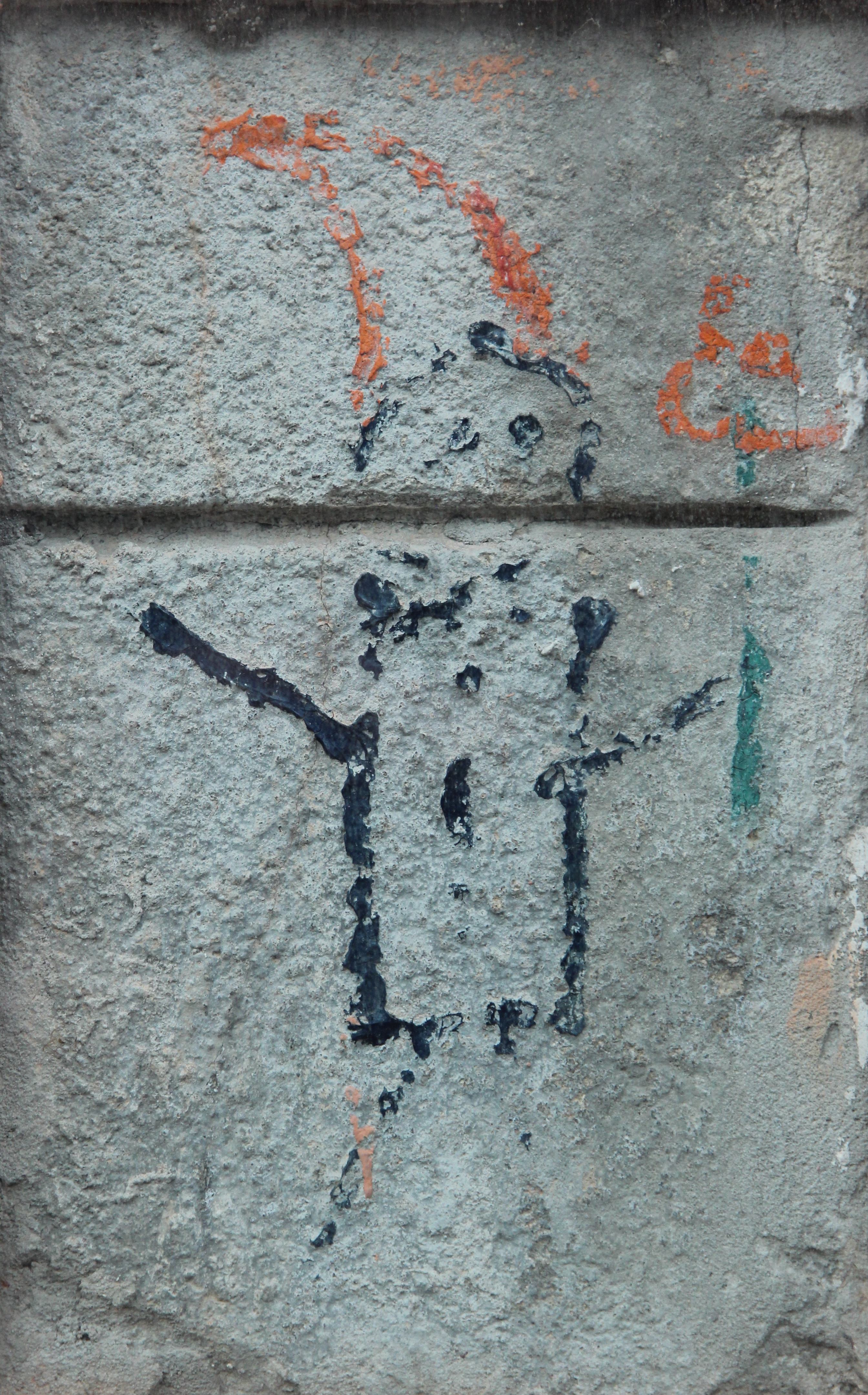
Một hình vẽ Graffiti về chú lùn trong phong trào "Thay màu da cam", được bảo tồn.

Năm 2001, để kỷ niệm phong trào "Thay màu da cam" (một phong trào chống cộng Ba Lan), một biểu tượng chú lùn (biểu tượng của phong trào) lần đầu xuất hiện trên phố Świdnicka, tại ngã tư với đường Kazimierza Wielkiego – đây là chú lùn Papa. Chú lùn thứ hai được tạo ra vào năm 2003 và được đặt trước Bảo tàng thành phố. Năm 2004, đại lý quảng cáo Vanilia đề xuất với Cục Quảng bá Thành phố Wrocław một chiến lược tạo ra một người lùn như một biểu tượng của thành phố.
Năm bức tượng đầu tiên do Tomasz Moczek thiết kế và mang một phong cách chế tác khác so với chú lùn Papa. Các chú lùn đầu tiên này là: chú lùn đánh kiếm, chú lùn bán thịt, hai tượng chú lùn Sisyphus, một tượng chú lùn Odra giặt giũ; và đều được đặt trên phố vào tháng 8 năm 2005. Năm 2006, chú lùn Słupniki được cho ra đời – đây là chú lùn thích ngồi hàng giờ dưới chân các cây đèn đường. Sau đó các chú lùn Guardian, Dovecote, chú lùn tù nhân, Kuźnik, Meloman và Grinker được tạo ra trong cùng năm. Tên của tượng chú lùn cuối cùng, có liên quan đến Pracze Odrzańskie, một điền trang ở ngoại ô thành phố. Kể từ đó, số lượng các tượng chú lùn ngày một tăng lên.
Lễ khánh thành hai tượng chú lùn khác đã diễn ra vào ngày 18 tháng 6 năm 2008. Hai bức tượng nằm trên Phố Świdnicka, cạnh tượng W-skers: một chú lùn ngồi xe lăn. Hai bức tượng này là biểu tượng cho hai người khiếm thính và khiếm thị; và là một phần của chiến dịch Wrocław không giới hạn nhằm thu hút sự quan tâm dành cho người khuyết tật tại Wroclaw. Năm ngày sau, một tượng chú lùn được dựng lên tại Phòng khám Ung bướu Huyết học và Nhi khoa ở Wrocław. Đó là bức tượng người lùn nữ thứ ba, Marzenka, có thiết kế dựa trên logo của tổ chức từ thiện Mam marzenie.
Ở Wrocław cũng có Lễ hội Người lùn diễn ra vào tháng 9 hàng năm.

## Bộ sưu tập

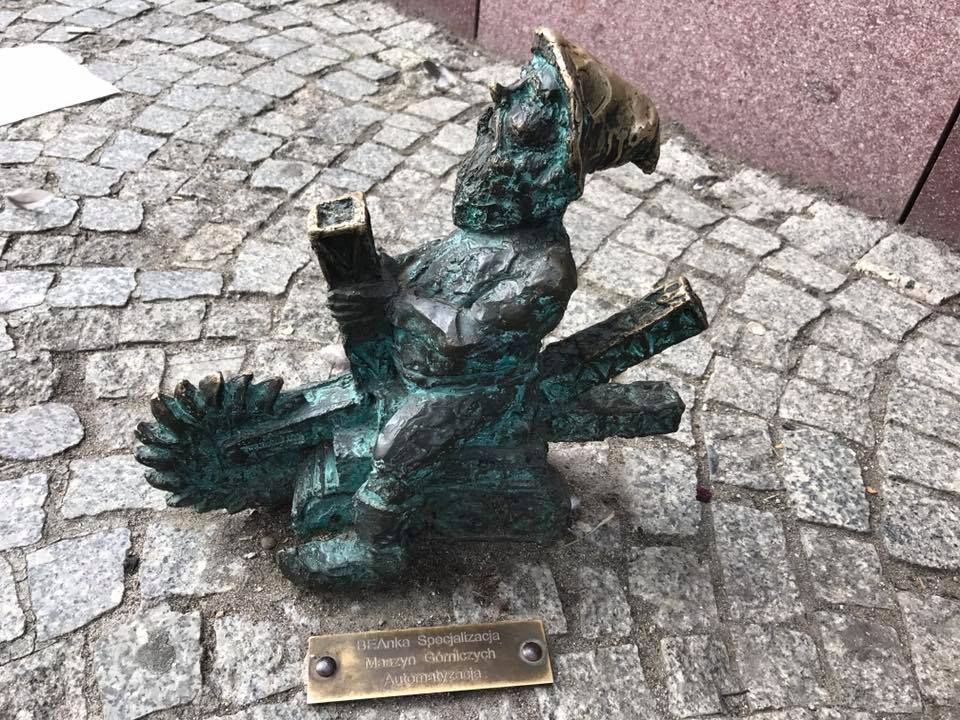
Chú lùn Automatek
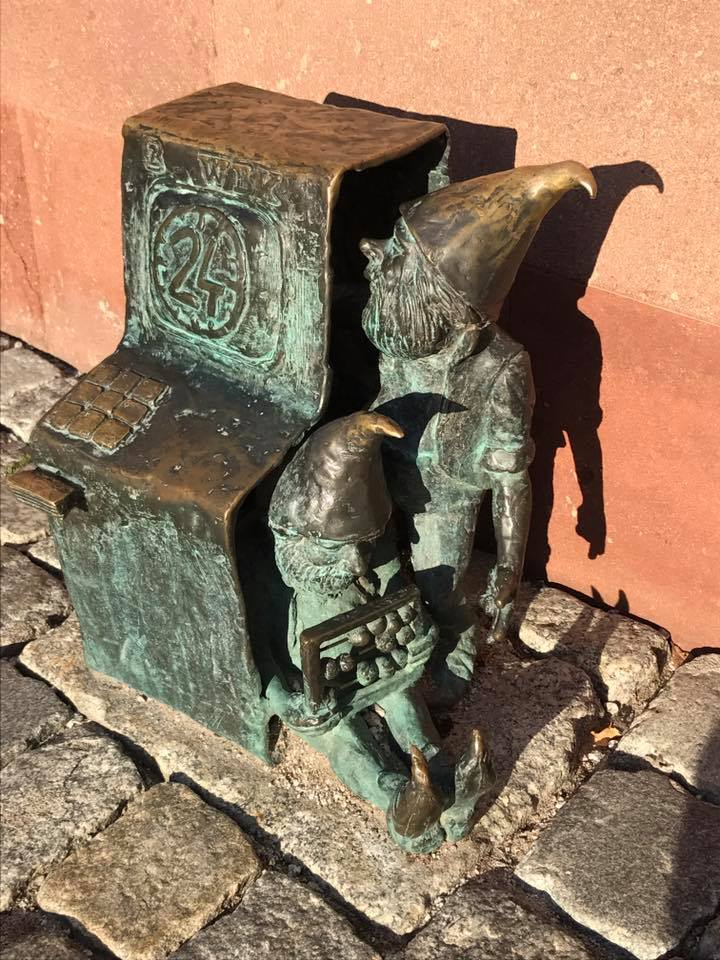
Chú lùn bên cây ATM
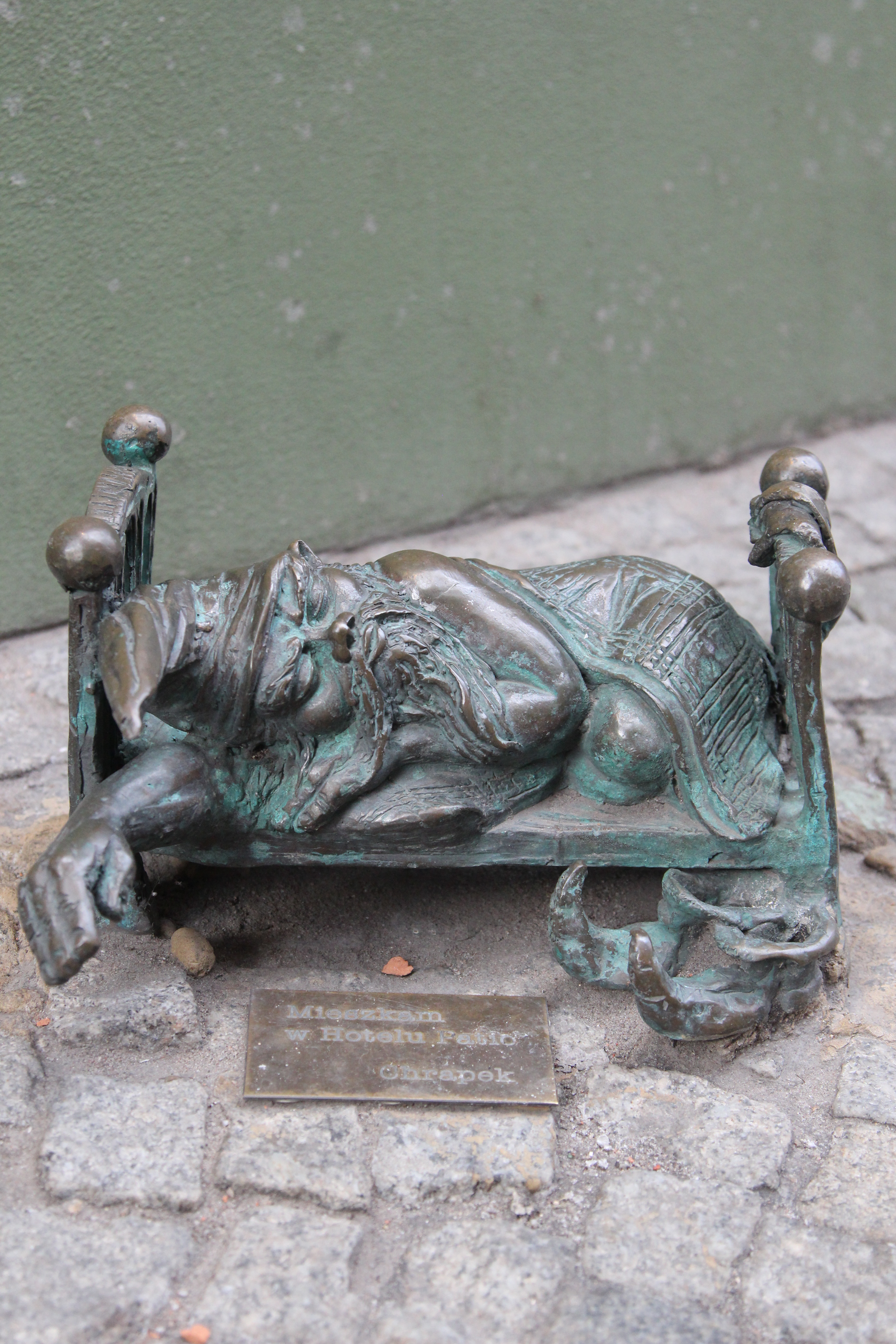
Chú lùn ngáy ngủ
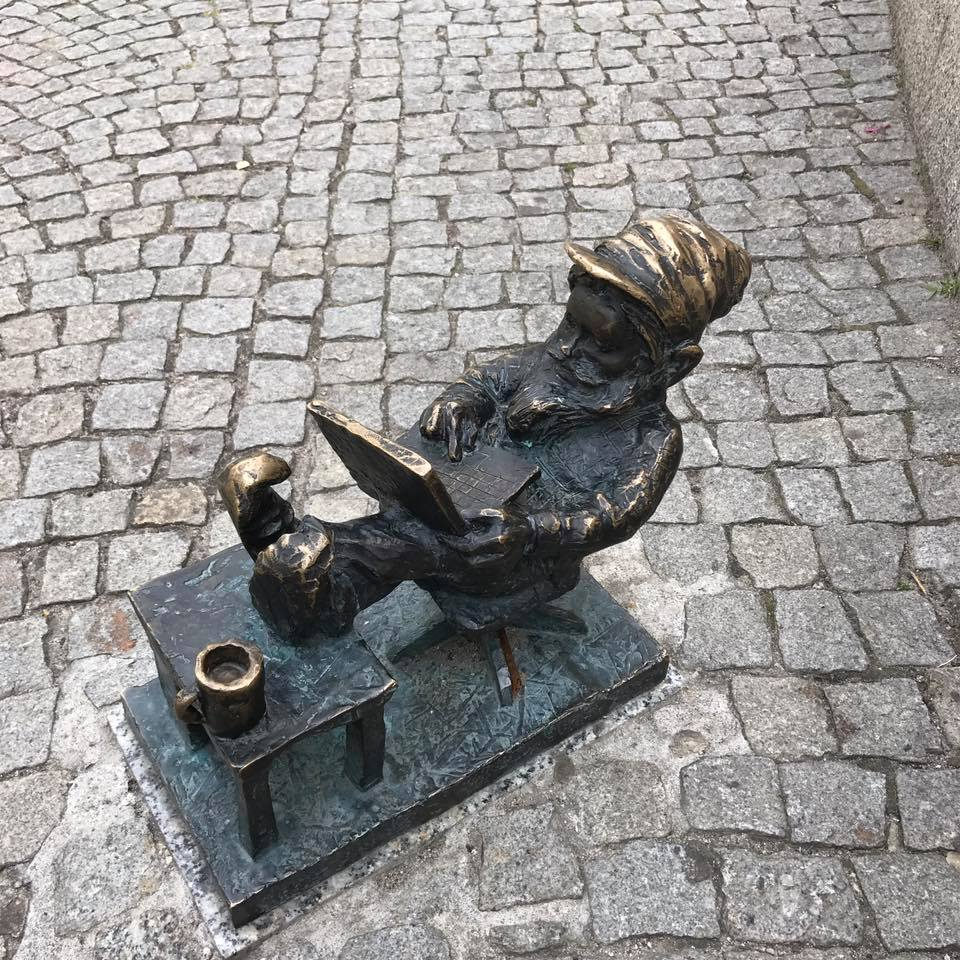
Chú lùn lập trình Capgeminiusz
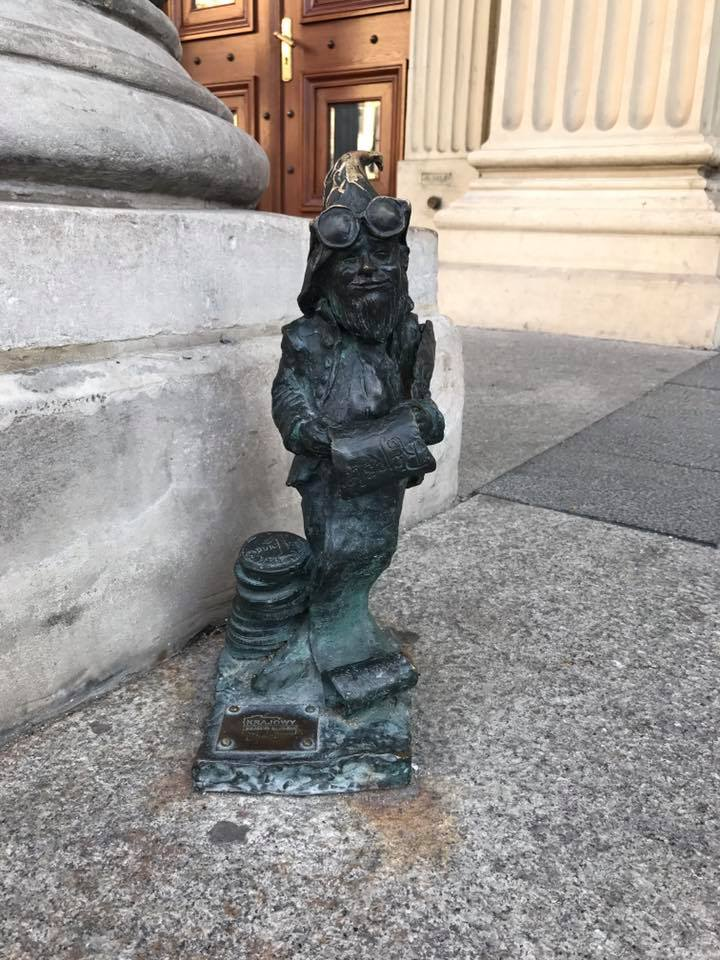
Chú lùn Dlugi
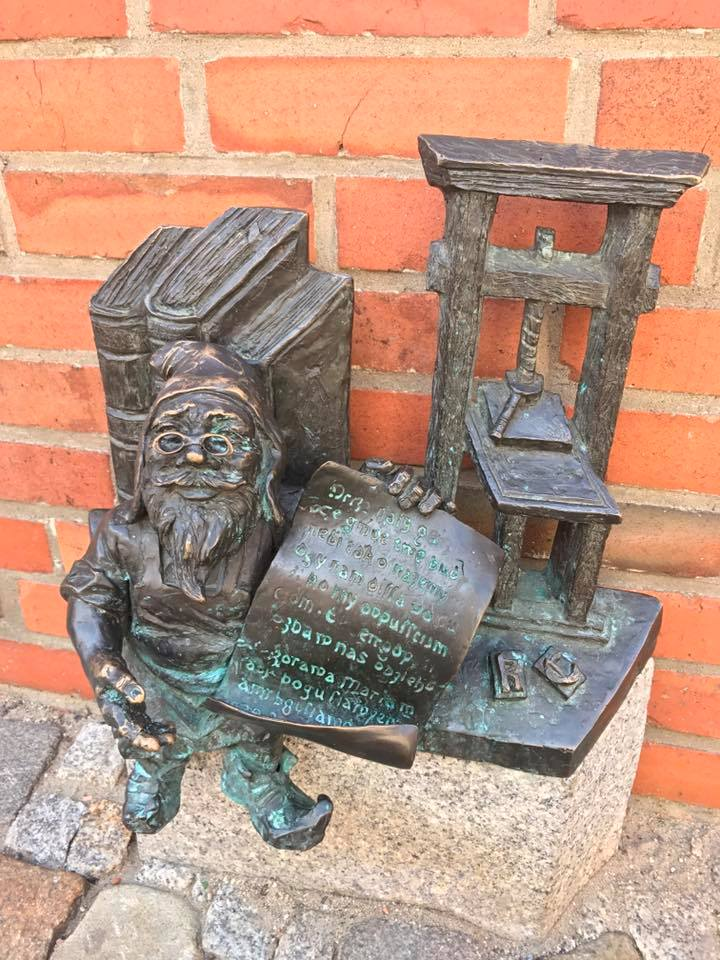
Chú lùn in Kacper
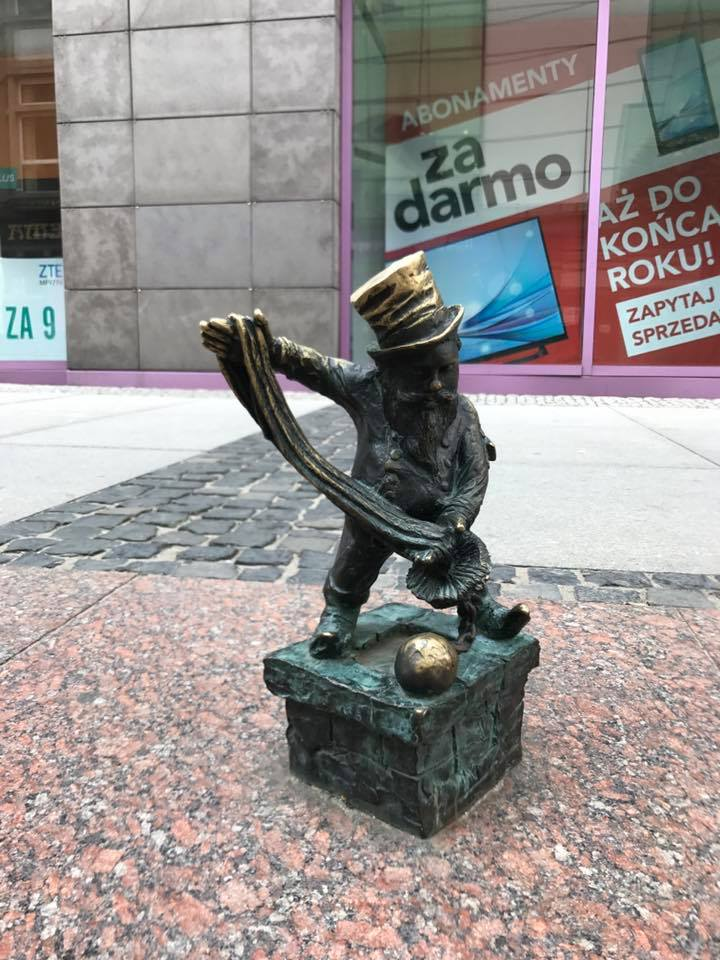
Chú lùn Florianek
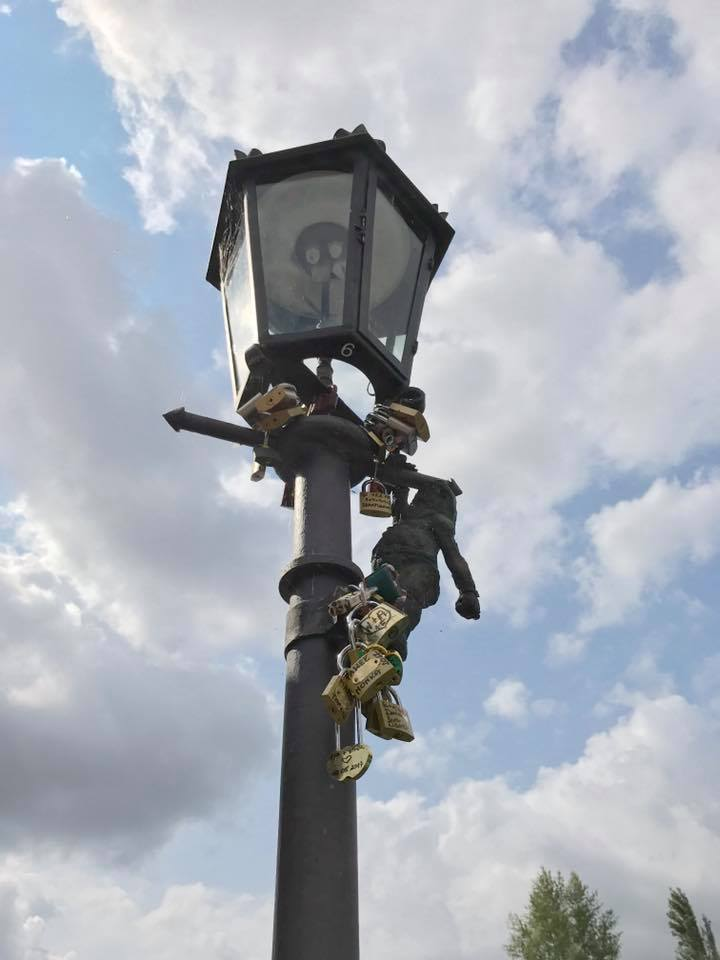
Chú lùn Gazus
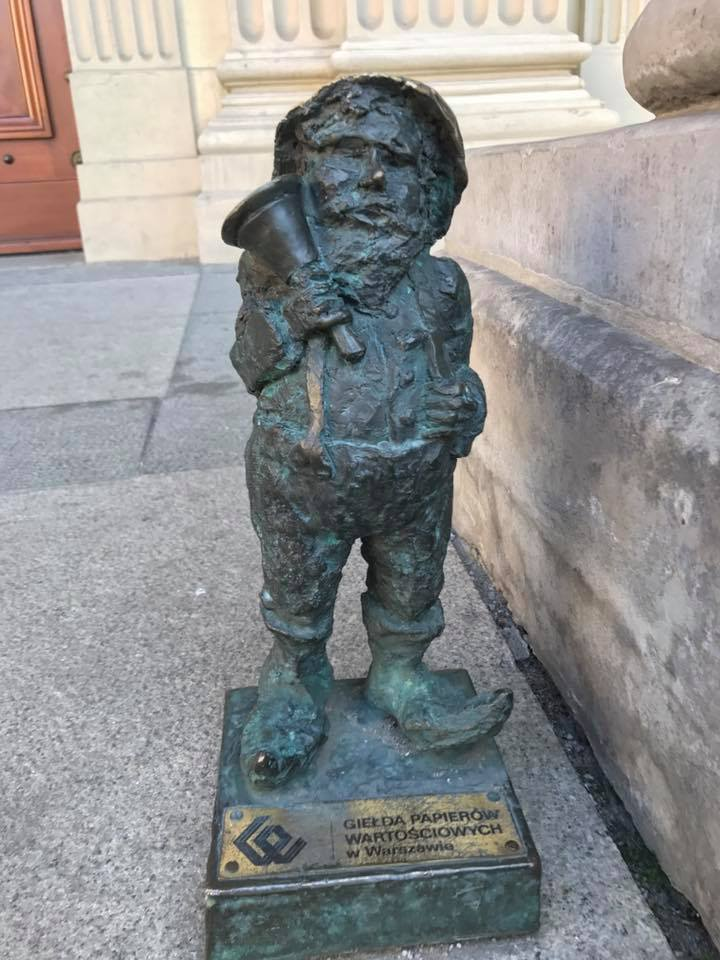
Chú lùn Gieldus
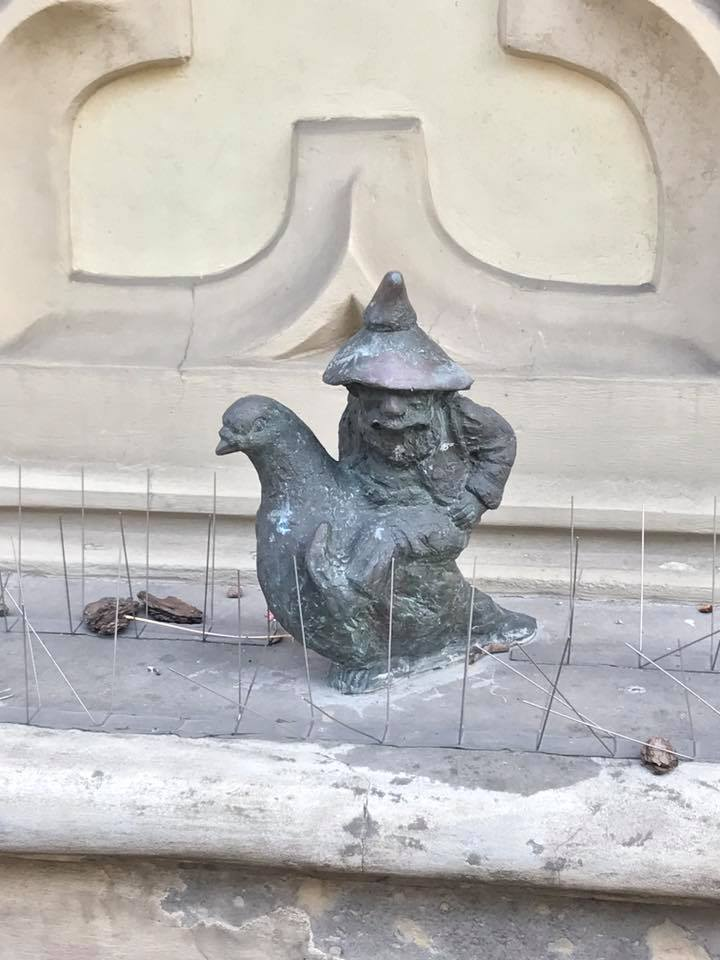
Chú lùn cưỡi chim Golebnik
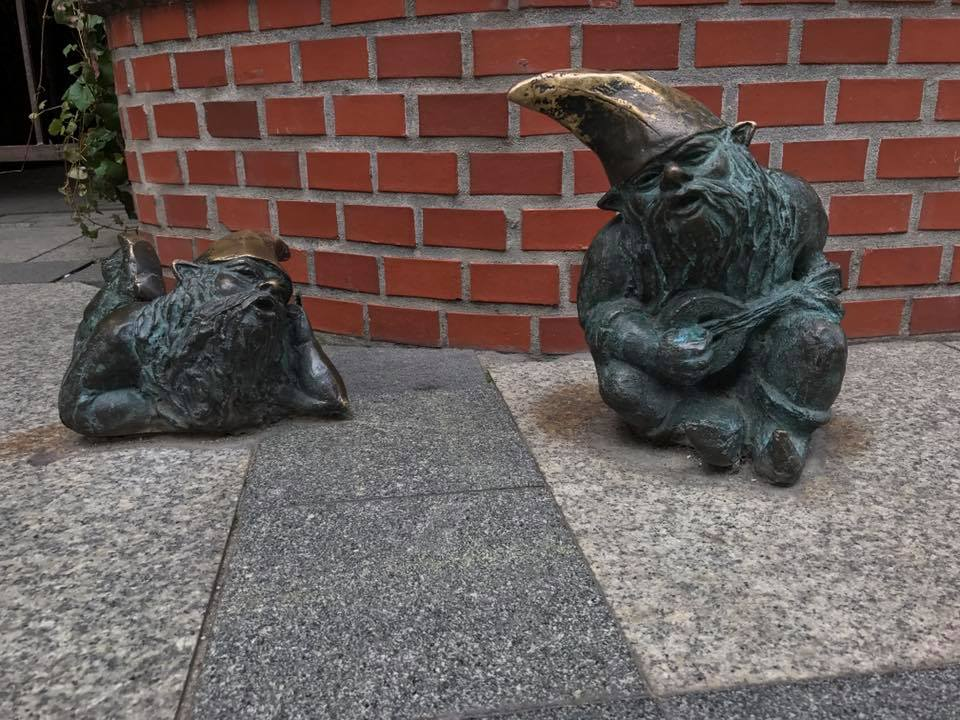
Hai chú lùn Grajek và Meloman
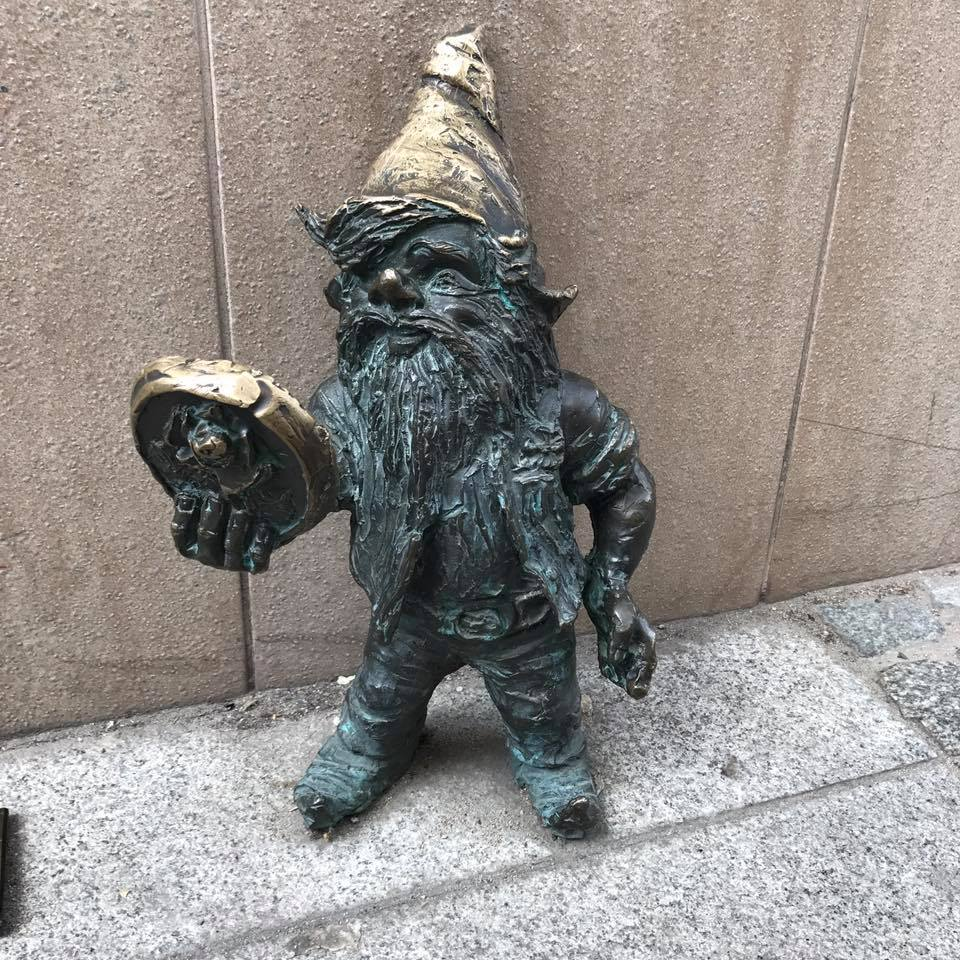
Chú lùn Janinek
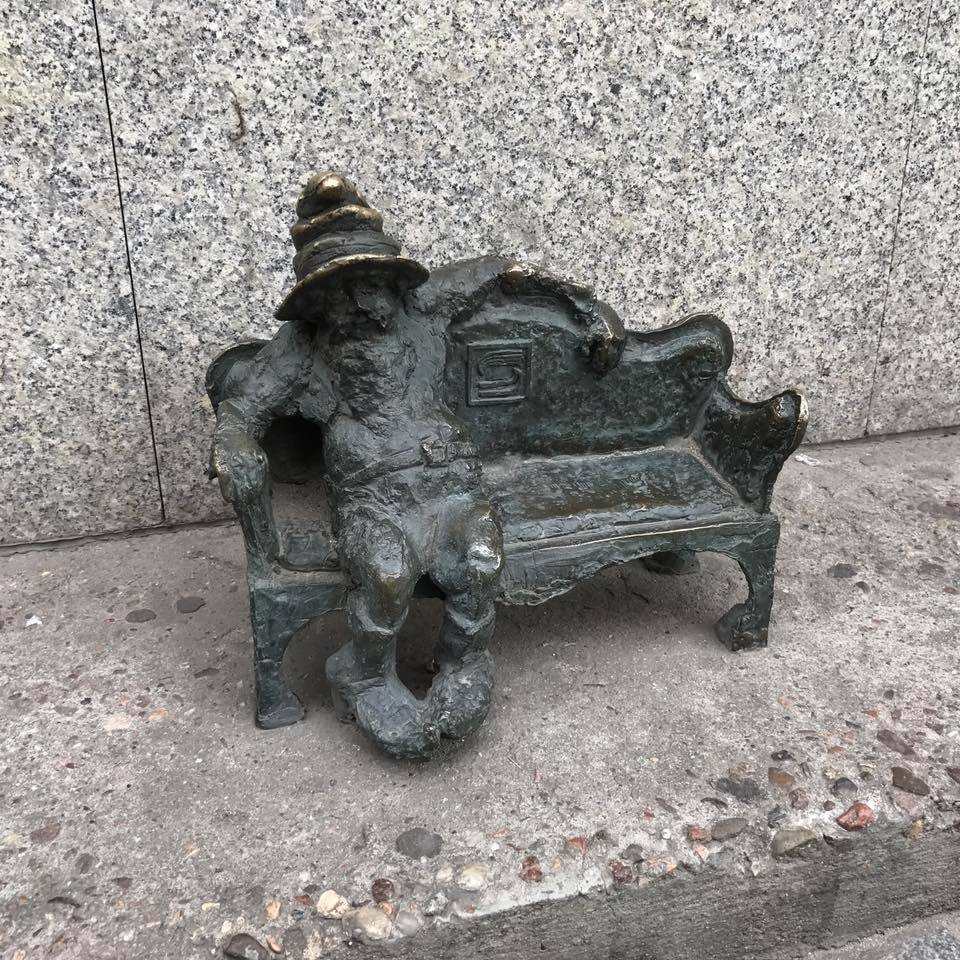
Chú lùn ngồi trên ghế, Kanipownik
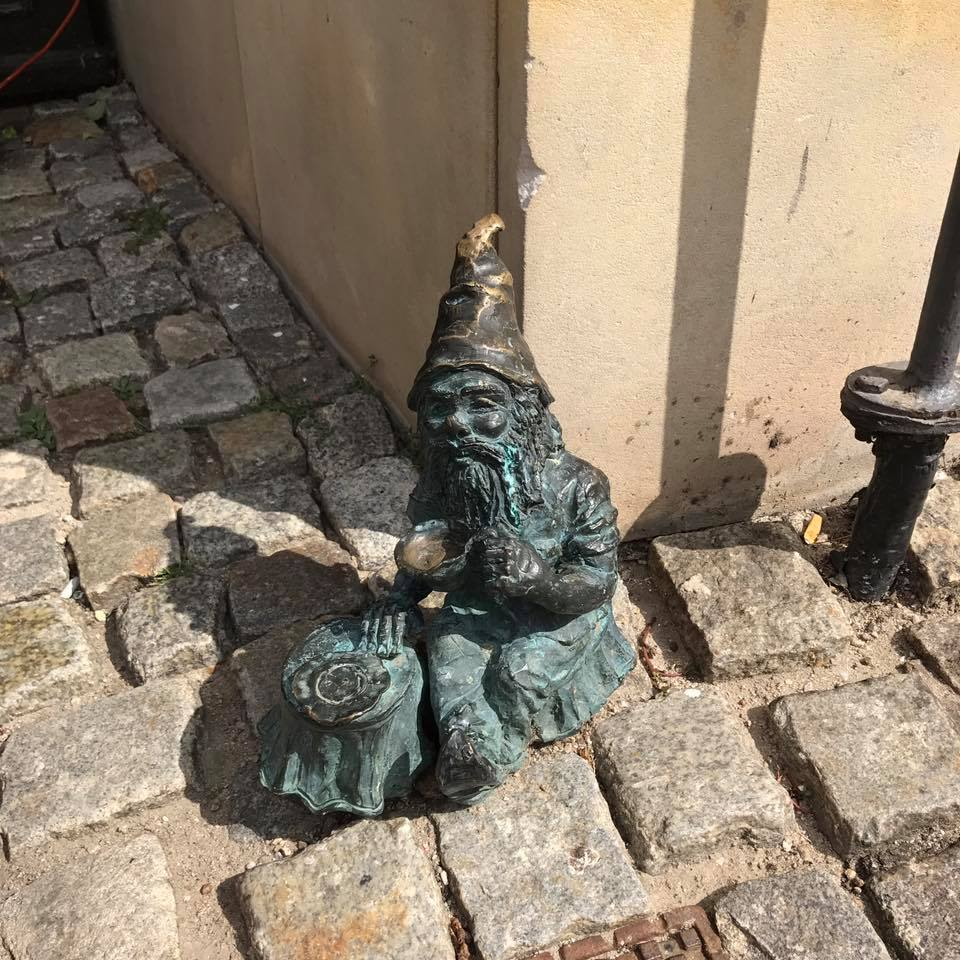
Chú lùn Kawiarek
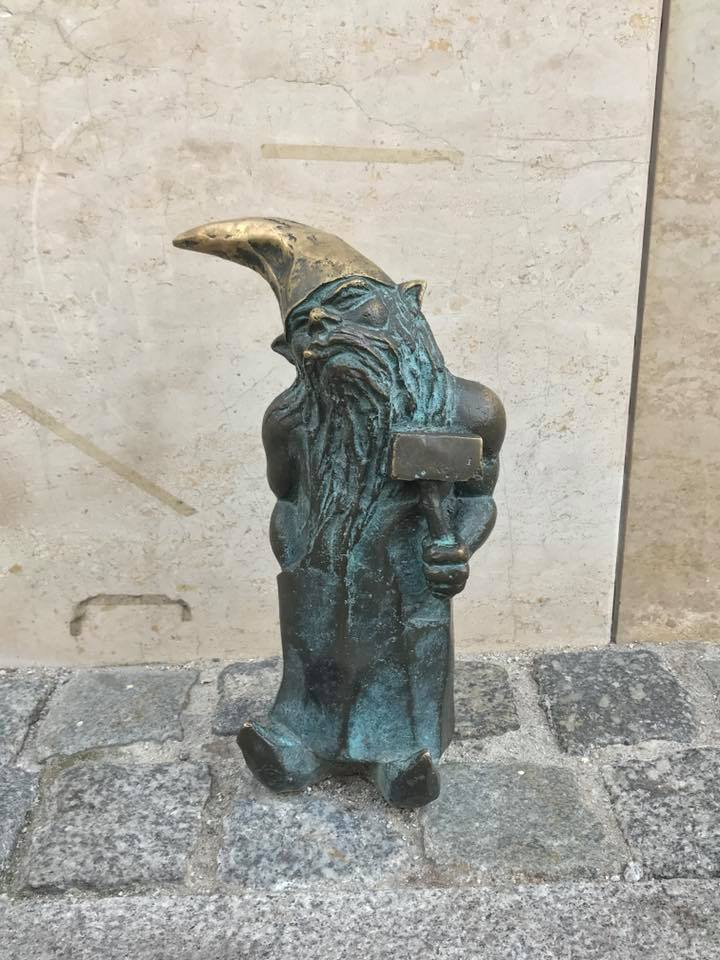
Chú lùn thợ rèn
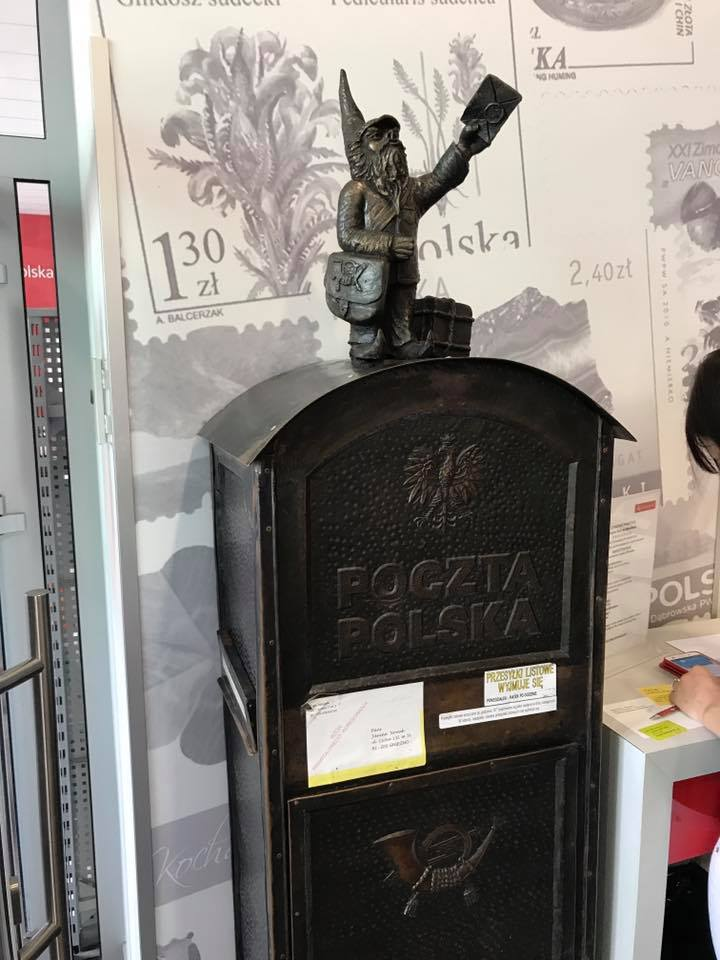
Chú lùn bán báo
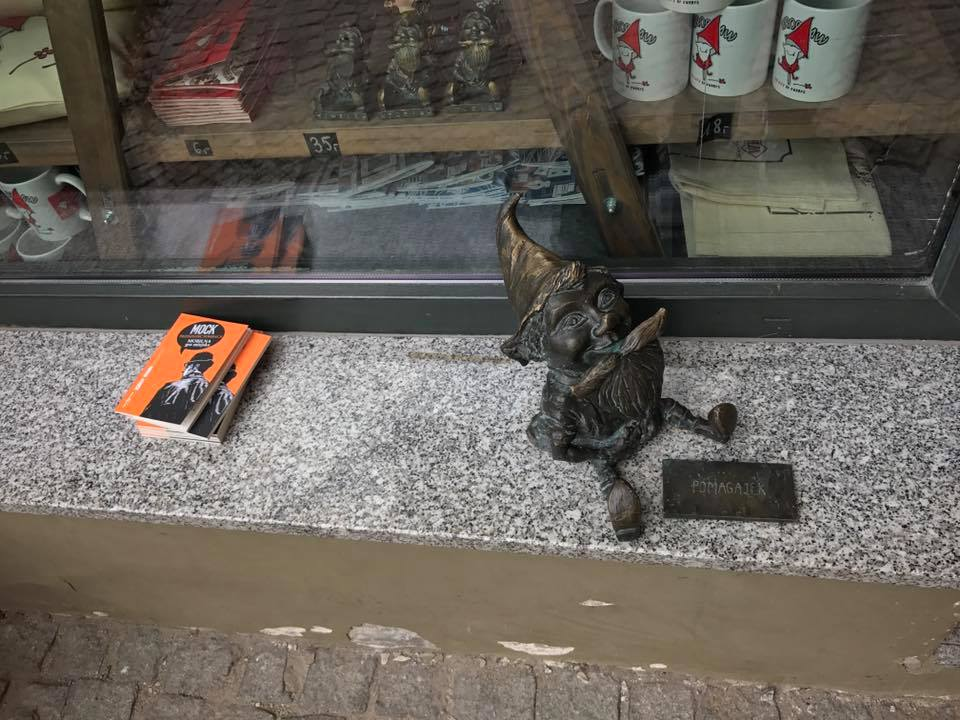
Chú lùn giúp đỡ
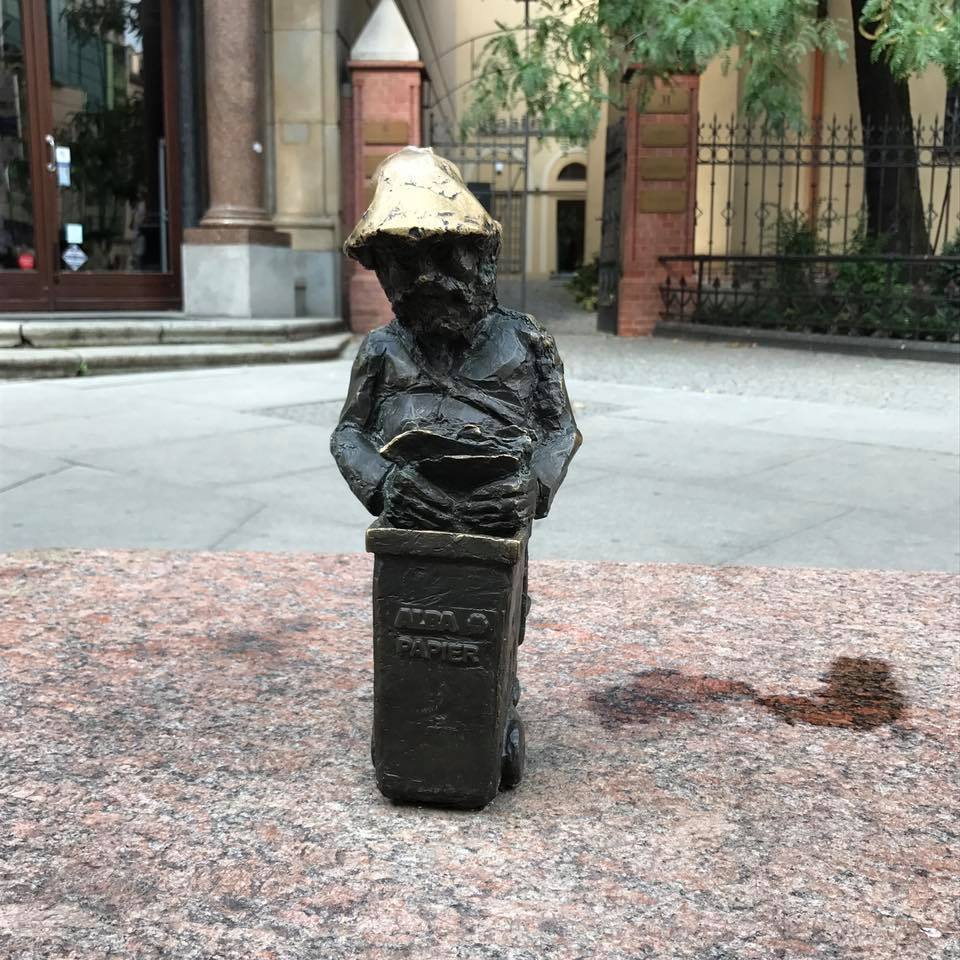
Chú lùn Recyklinek
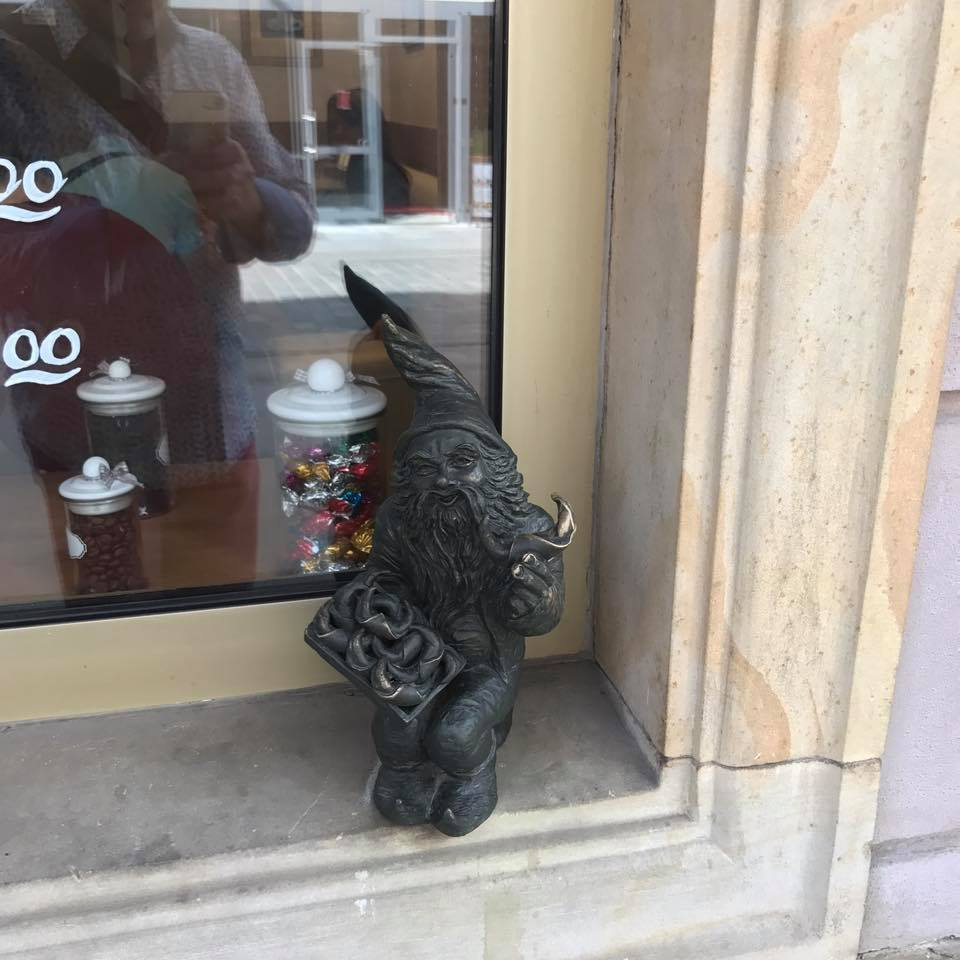
Chú lùn bán bánh
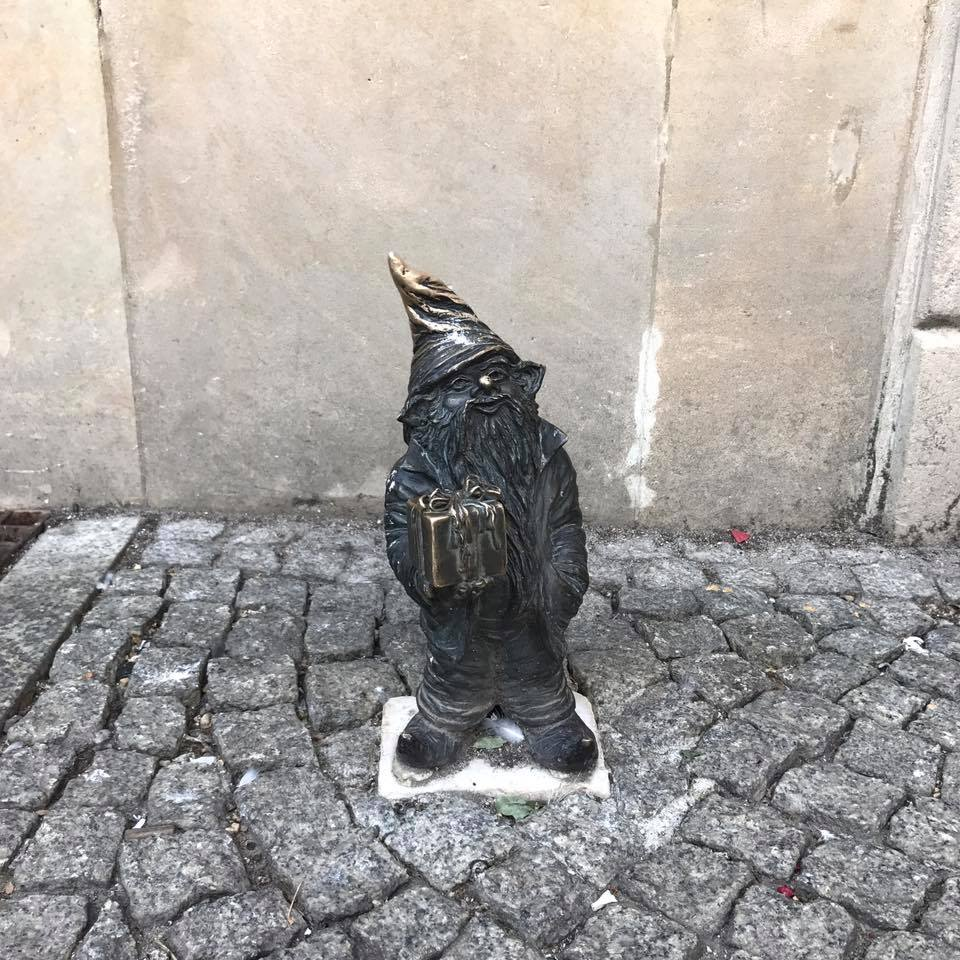
Chú lùn bán đồ lưu niệm
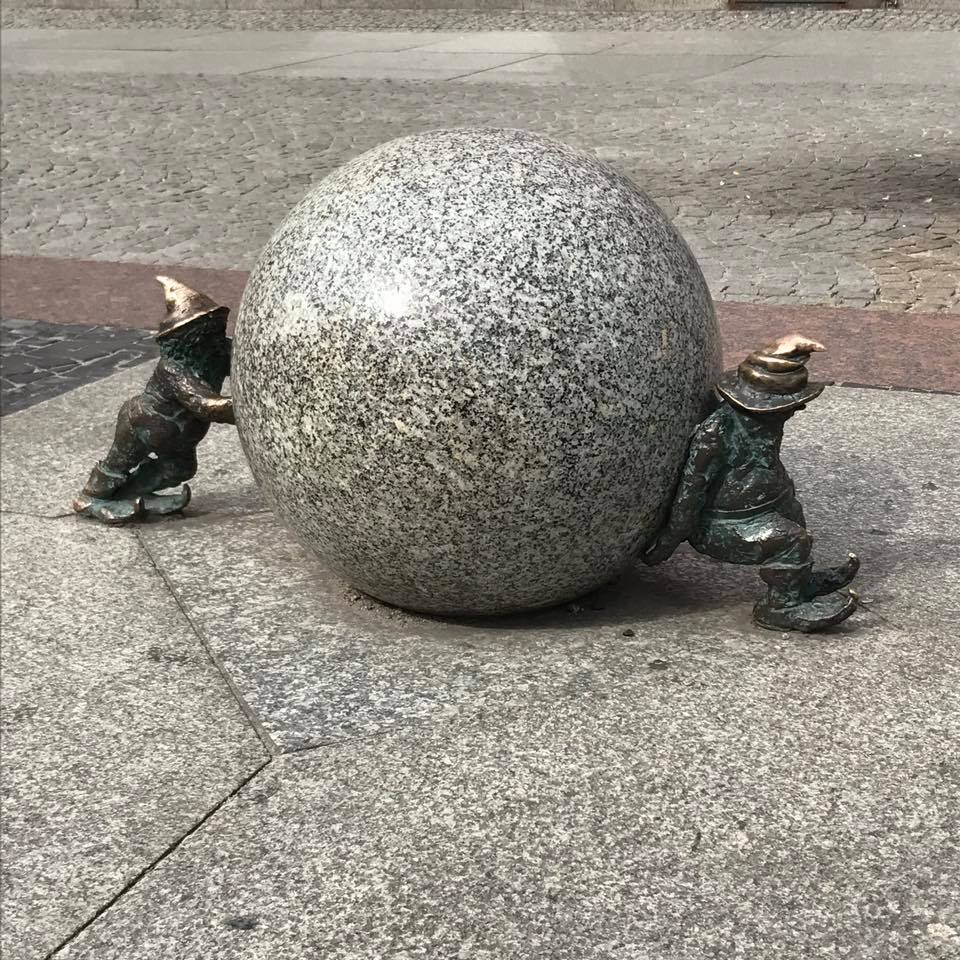
Hai chú lùn đẩy đá, Syzyfki
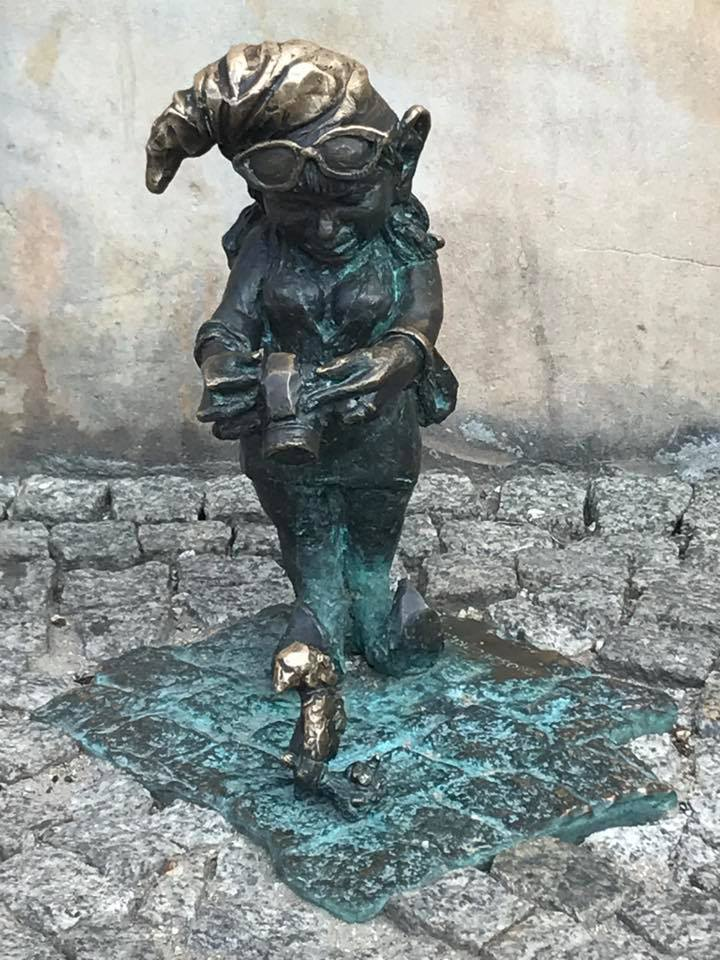
Troszka và Adoratorek
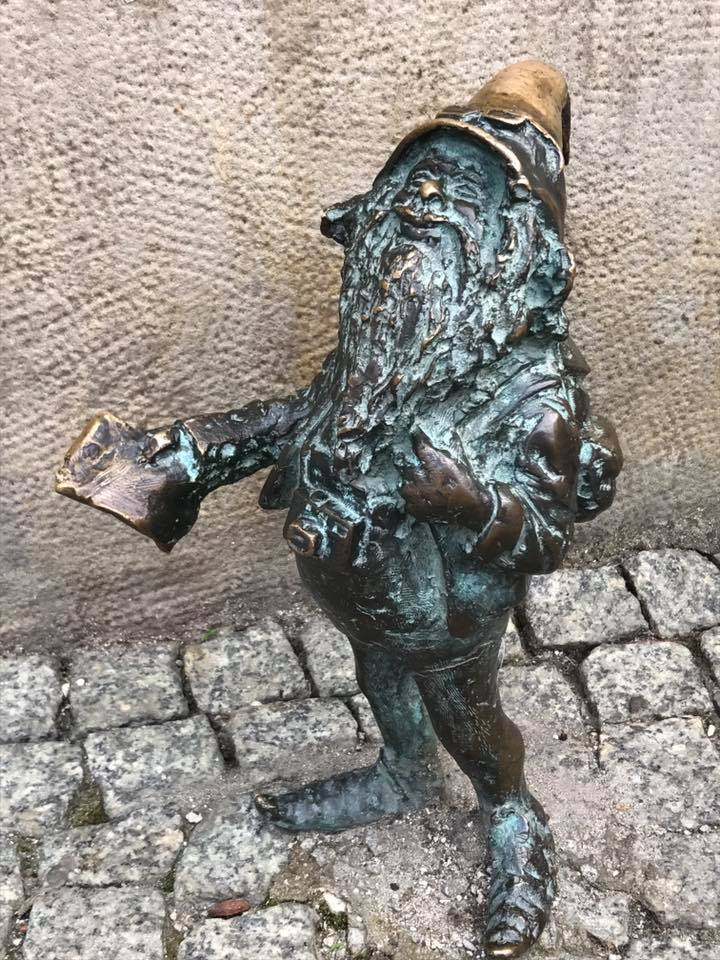
Chú lùn lữ hành
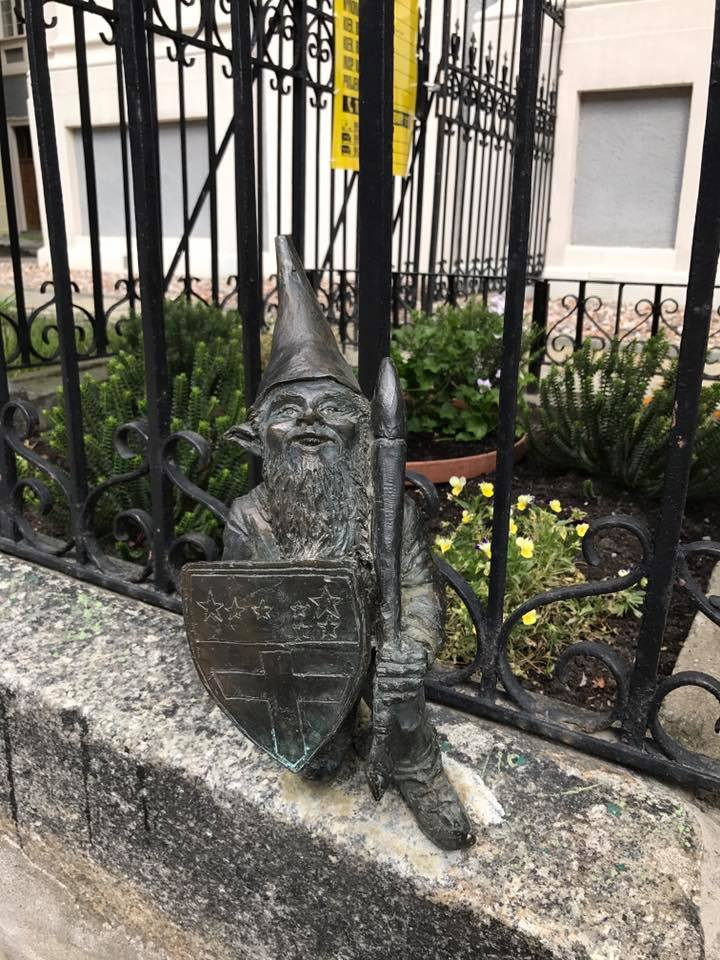
Chú lùn Ursus
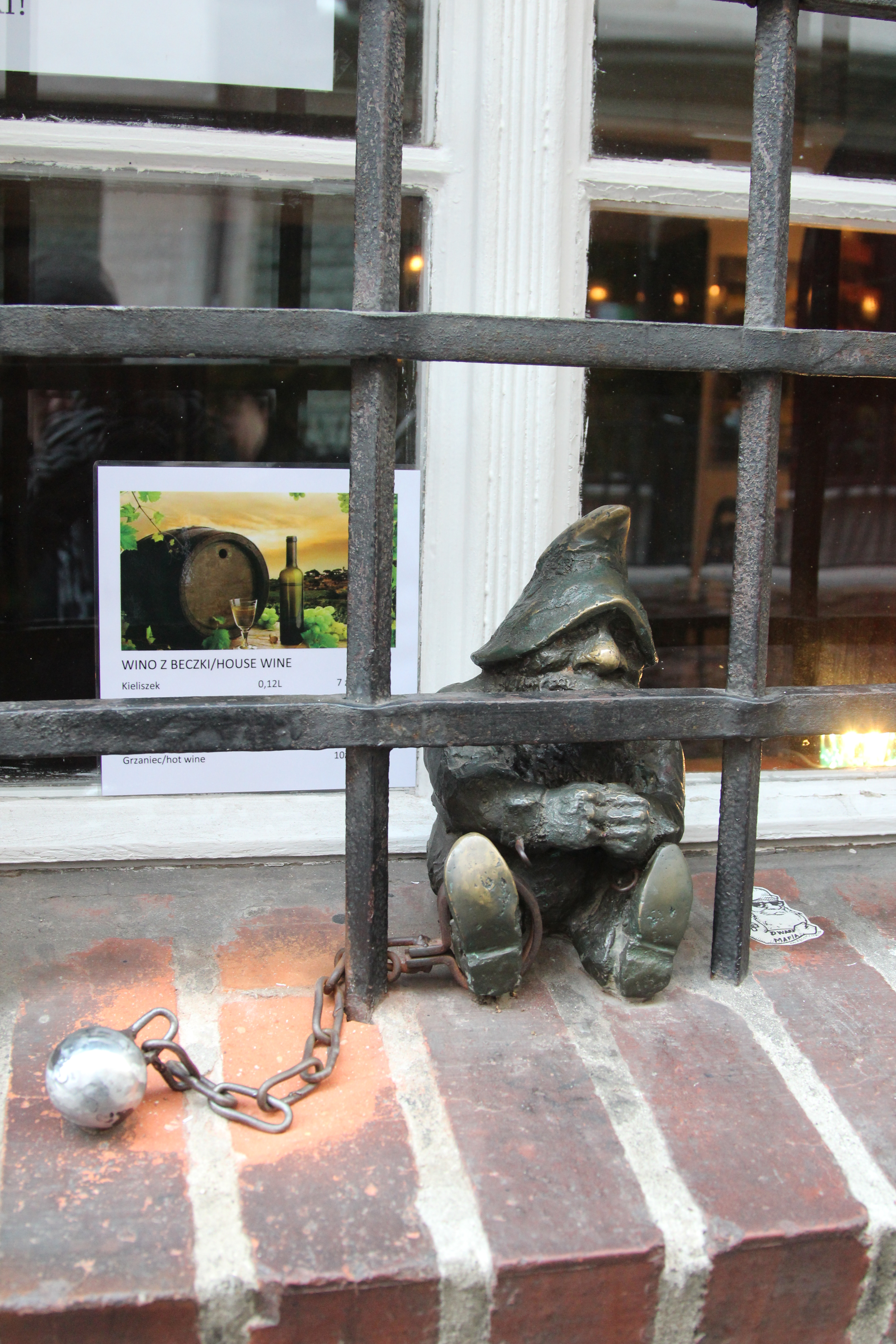
Chú lùn tù nhân
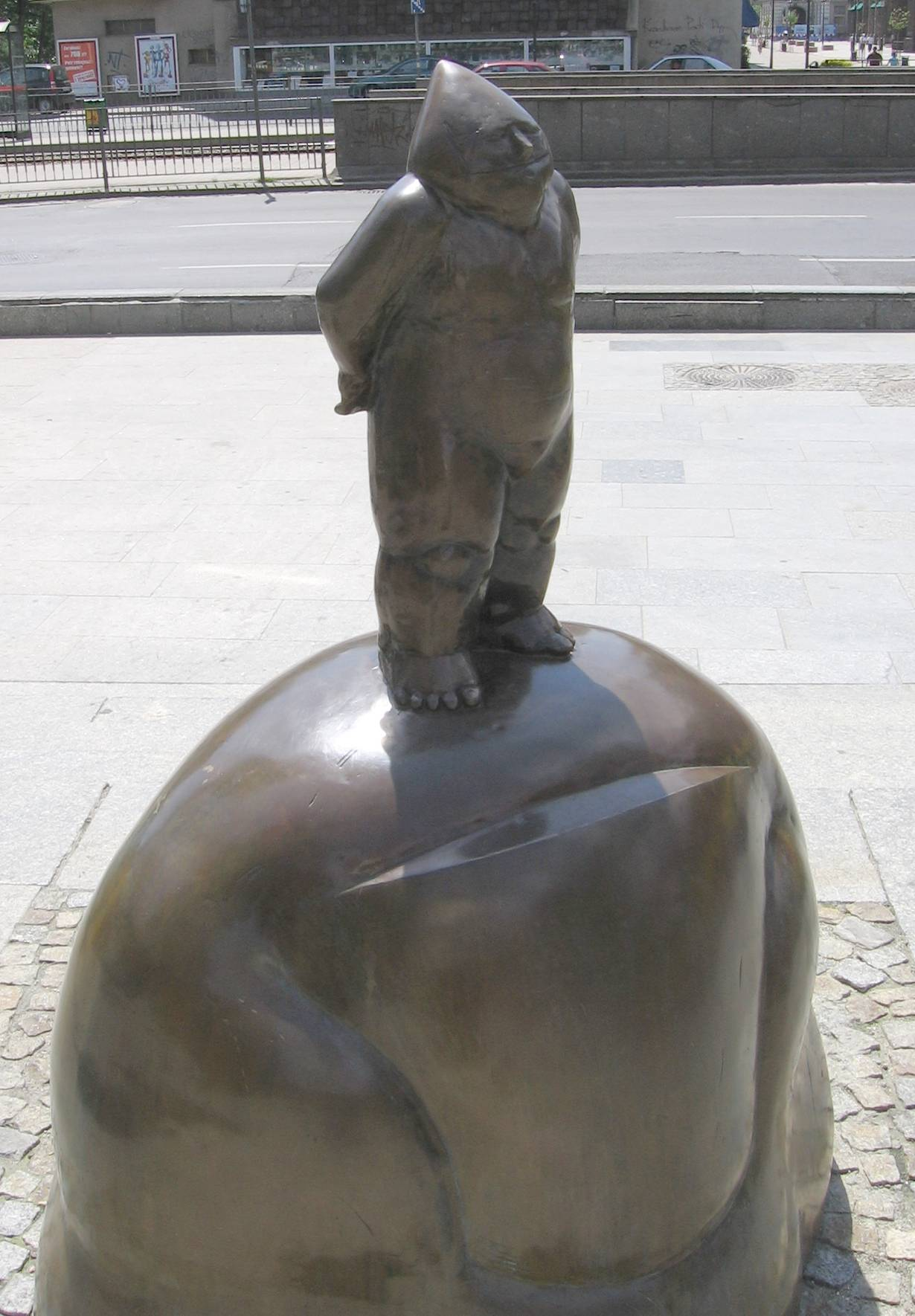
Chú lùn PaPa
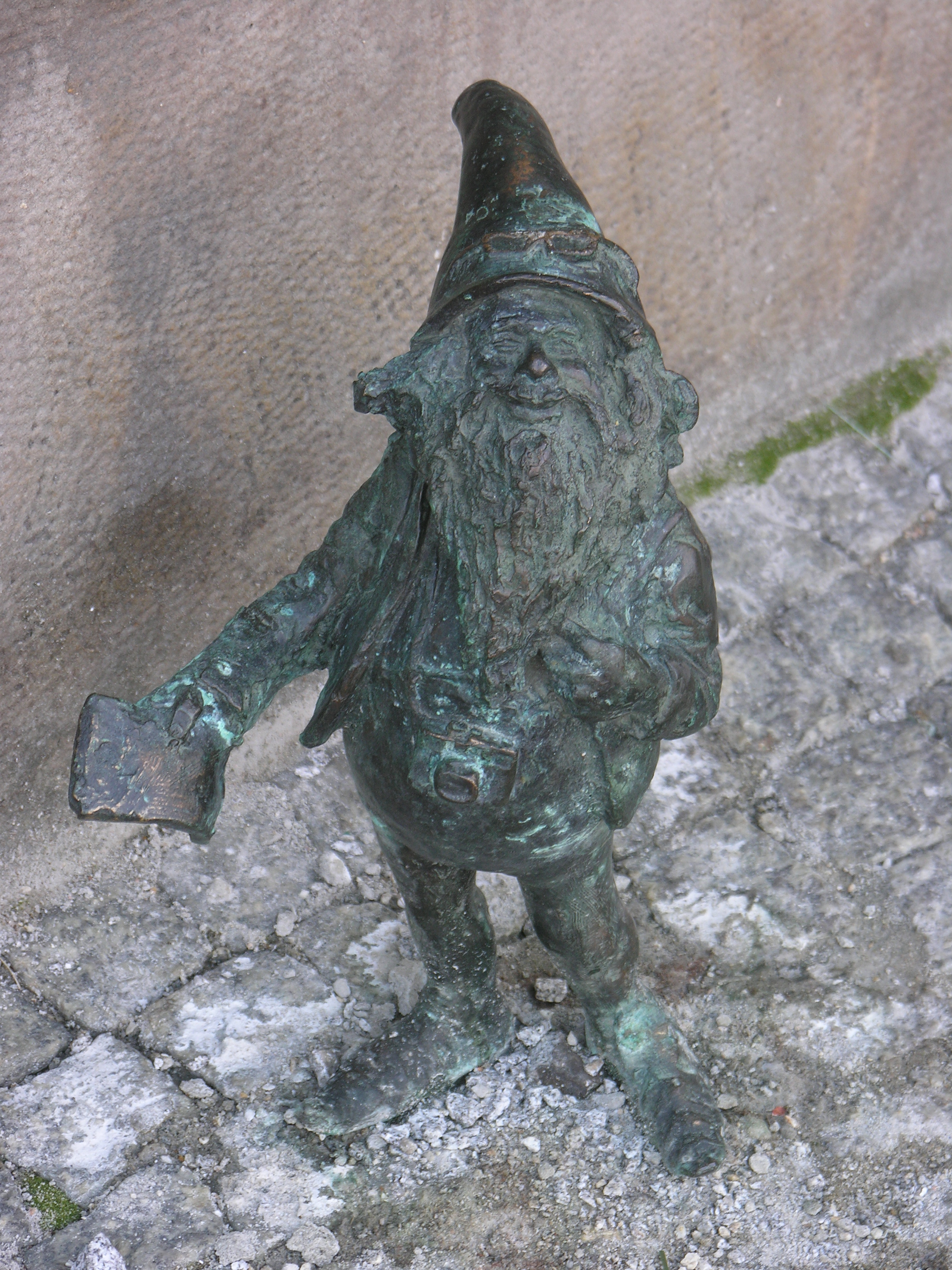
Chú lùn lữ hành
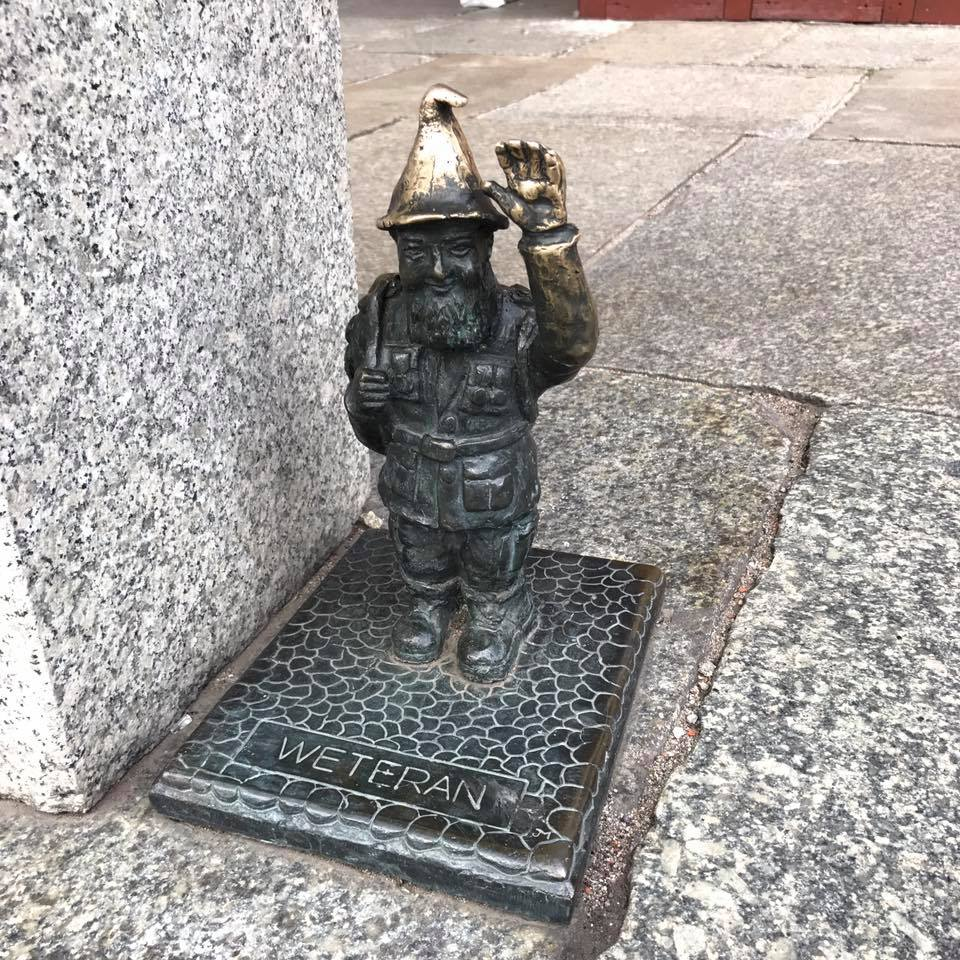
Chú lùn cựu binh
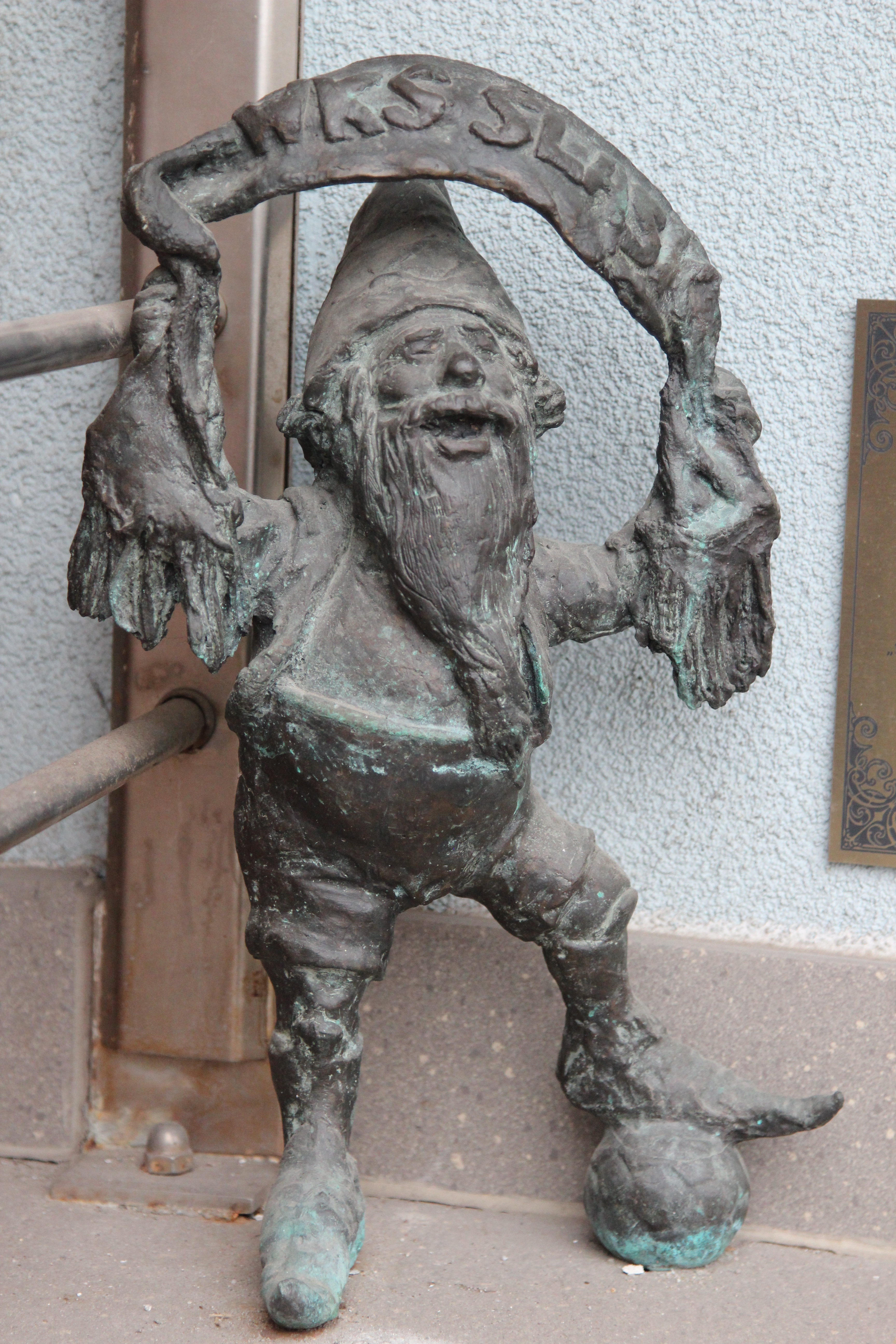
Chú lùn hâm mộ đội bóng Śląsk Wrocław
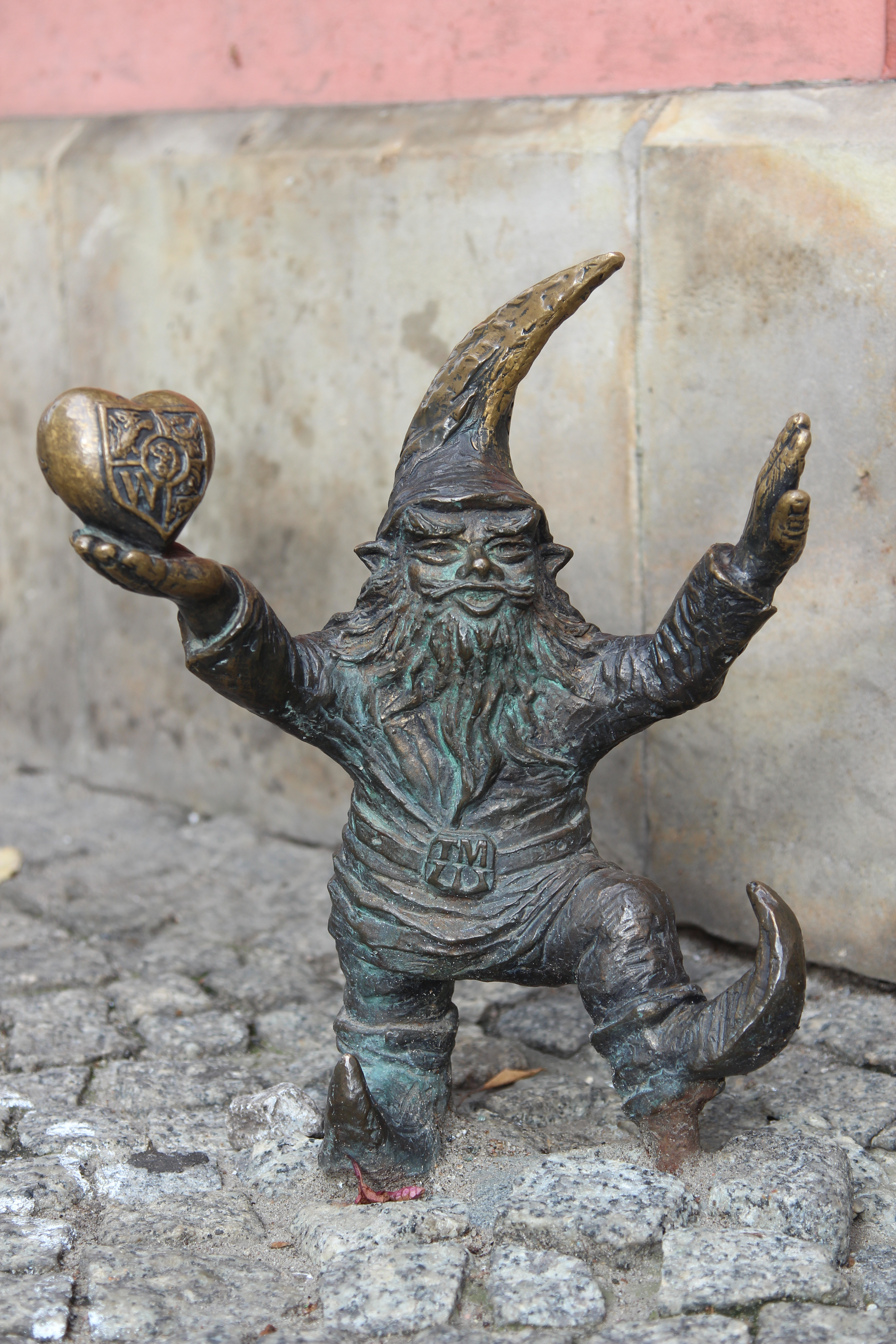
Chú lùn tình yêu
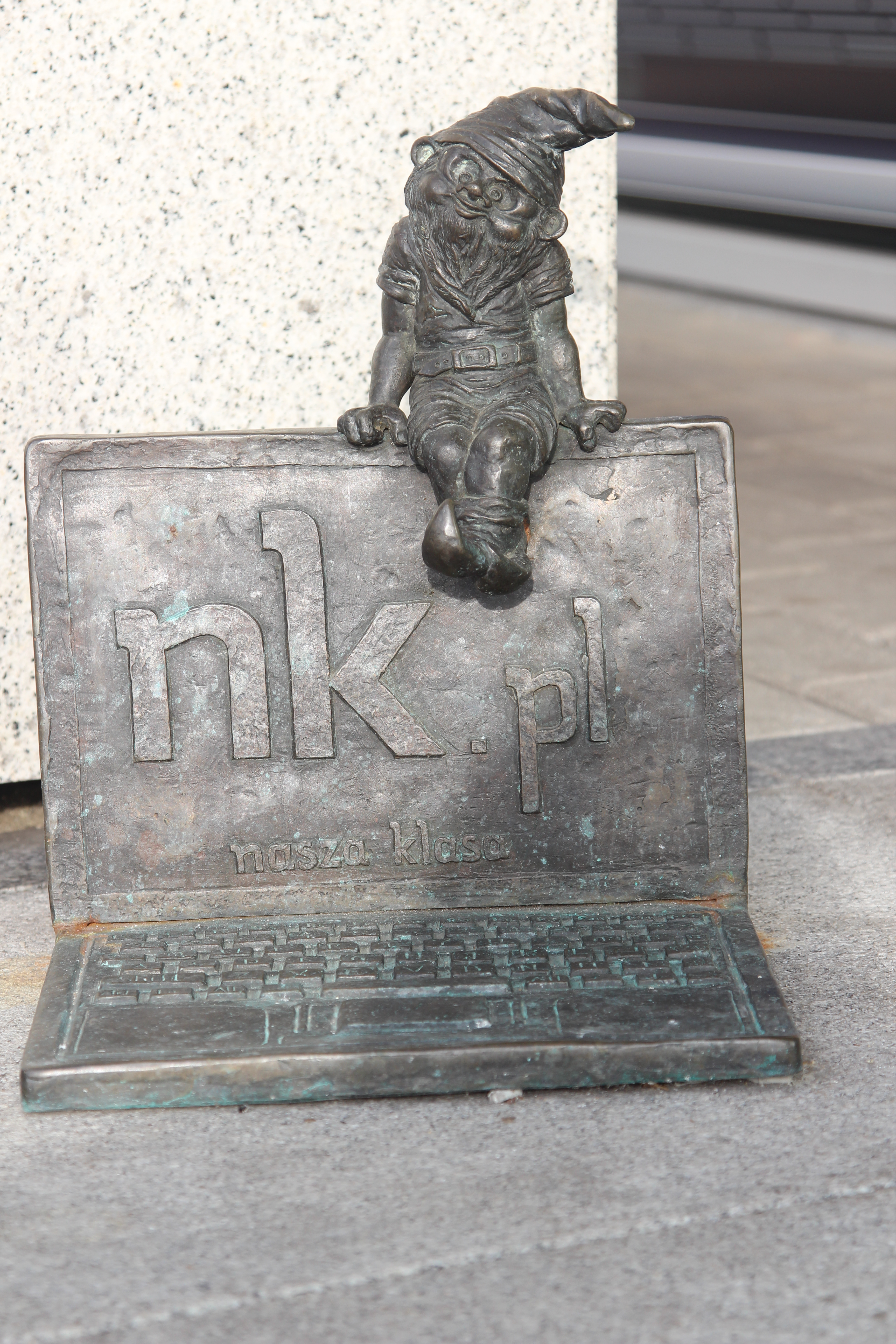
Chú lùn Wrocklik
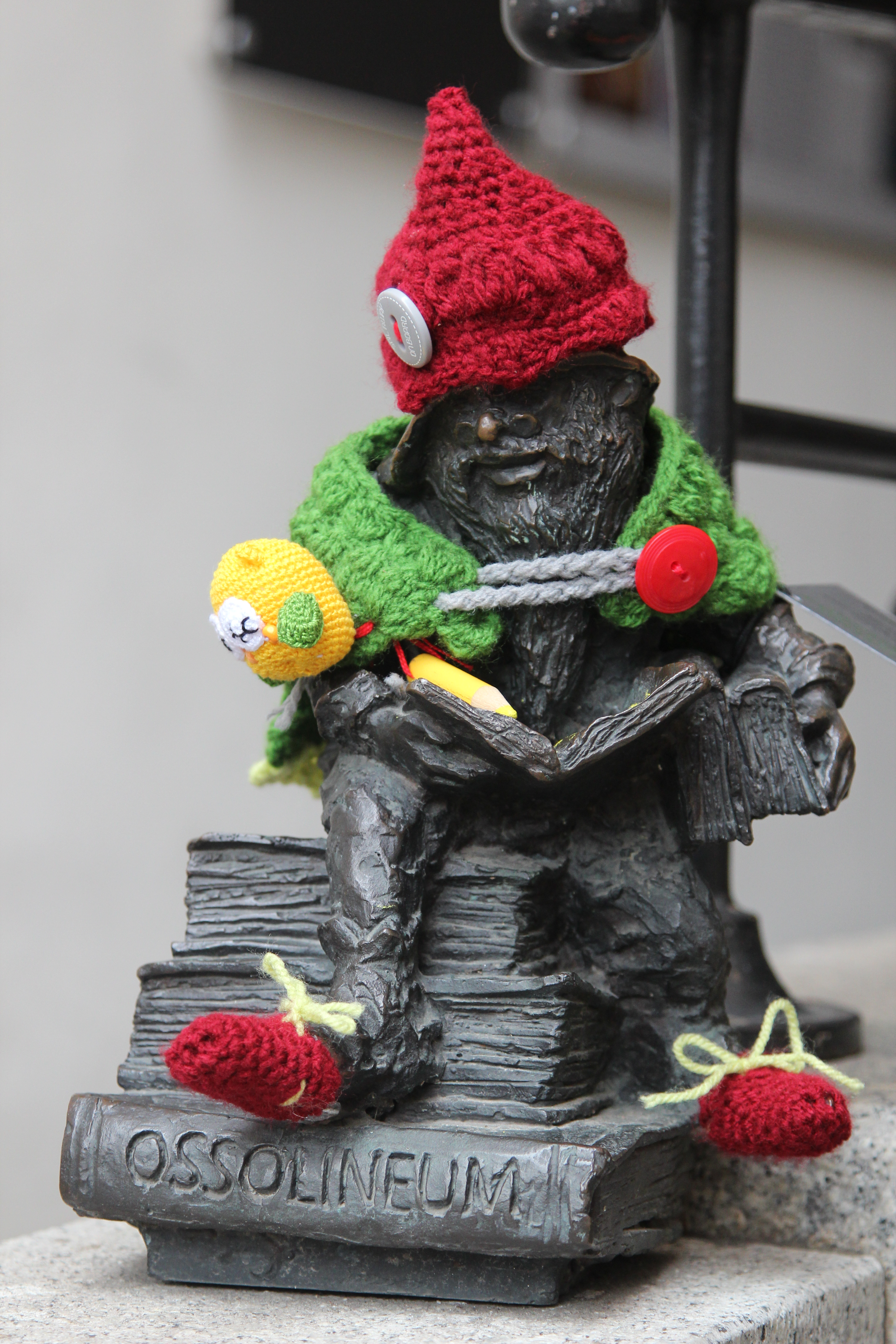
Một chú lùn được mặc áo ấm mùa đông